# Fulgencio Batista
Fulgencio Batista y Zaldívar (nacido como Rubén Zaldívar; Banes, Holguín, 16 de enero de 1901-Marbella, Málaga, 6 de agosto de 1973) fue un político y militar cubano. Fue presidente constitucional de Cuba de 1940 a 1944 y dictador de 1952 a 1959. El 1 de enero de 1959 renunció a la presidencia y huyó de Cuba debido al triunfo de la Revolución cubana.

## Infancia, juventud y llegada al ejército
Fulgencio Batista nació en Veguitas, municipio de Banes, provincia de Holguín, Cuba, en 1901 y fue bautizado en la Iglesia de Santa Florentina en Fray Benito, antigua provincia de Oriente. Hijo ilegítimo de Belisario Batista Palermo y Carmela Zaldívar González, cubanos que lucharon por la independencia de Cuba. Fue inscrito en el Registro Civil con el nombre Rubén Zaldívar, que él cambió en 1939 por Fulgencio Batista Zaldívar, a través de un juez. Su madre era muy afectuosa y lo llamaba Beno. De origen y condición económica muy pobre, cursó sus estudios primarios y de inglés en el Colegio Los Amigos establecido por los cuáqueros en Banes, y comenzó a trabajar a muy temprana edad, desempeñando diversos oficios en su juventud (ej. mensajero, aprendiz de sastre y de barbero, vendedor de frutas y carbón, trabajador de ferrocarriles, estibador, cortador de caña). Tuvo un grave accidente mientras trabajaba en los ferrocarriles en Camagüey, por el que estuvo hospitalizado varias semanas. A los 14 o 15 años quedó huérfano de madre, y con 20 años compró un boleto hacia La Habana y se unió al ejército en 1921. Fue custodio en la casa del presidente Alfredo Zayas. A partir de 1923 entró en la Guardia Rural dentro de la cual alcanzaría el grado de sargento-taquígrafo del Estado Mayor del Ejército. Fue un autodidacta, y le gustaba la lectura de libros de diversos temas. Fue maestro nocturno en una escuela, y dio clases particulares a hijos de militares. Se casó dos veces, en 1926 con Elisa Godínez y en 1945 con Marta Fernández (por poder); Batista estaba en México. Tuvo 9 hijos: 3 con Elisa, 5 con Marta, y una hija, Fermina Lázara Carmela de las Mercedes Batista Estévez (Cuba, 1935-?) de una relación extramatrimonial con Marina Estévez. Fulgencio Rubén Batista (alias Papo), hijo mayor, fue elegido representante a la Cámara en noviembre de 1958, pero no asumió el cargo el 28 de enero de 1959 por el triunfo de la Revolución cubana. Fulgencio Batista tuvo 3 hermanos: Juan (murió joven de tuberculosis), Francisco Ramón (1911-1970), alias Panchín, gobernador de La Habana (1948-1959) y alcalde de Marianao (1944-1948), y Hermelindo (1903-1967), representante en el Congreso (1955-1959). Fulgencio era mestizo, por lo cual nunca fue bien aceptado por la élite aristocrática cubana, que le impidió ser miembro de sus clubes sociales.

## Golpe de Estado de 1933
Tras el derrocamiento del gobierno del general Gerardo Machado en 1933, se formó un nuevo gobierno presidido por Carlos Manuel de Céspedes y Quesada, pero el descontento persistió en una parte de la sociedad. Un grupo de militares, entre los que se encontraba Batista, y algunos sectores democráticos firmaron un manifiesto pidiendo la elaboración de una nueva Constitución que sustituyera a la de 1901 (en la cual, entre otras cosas, aparecía reflejada la Enmienda Platt).  
Fue miembro del grupo radical ABC. Batista participó en varias conspiraciones que culminaron en el golpe de Estado Cívico-Militar del 4 de septiembre de 1933, conocido como Revuelta de los Sargentos. Se estableció entonces una Junta de Gobierno, la llamada Pentarquía (constaba de cinco miembros, uno de ellos Ramón Grau). También formaba parte del Gabinete el revolucionario Antonio Guiteras Holmes. El periodista Sergio Carbó Morera, uno de los pentarcas, ascendió a Batista al rango de coronel jefe de las fuerzas armadas aquel mismo año.

## Trayectoria

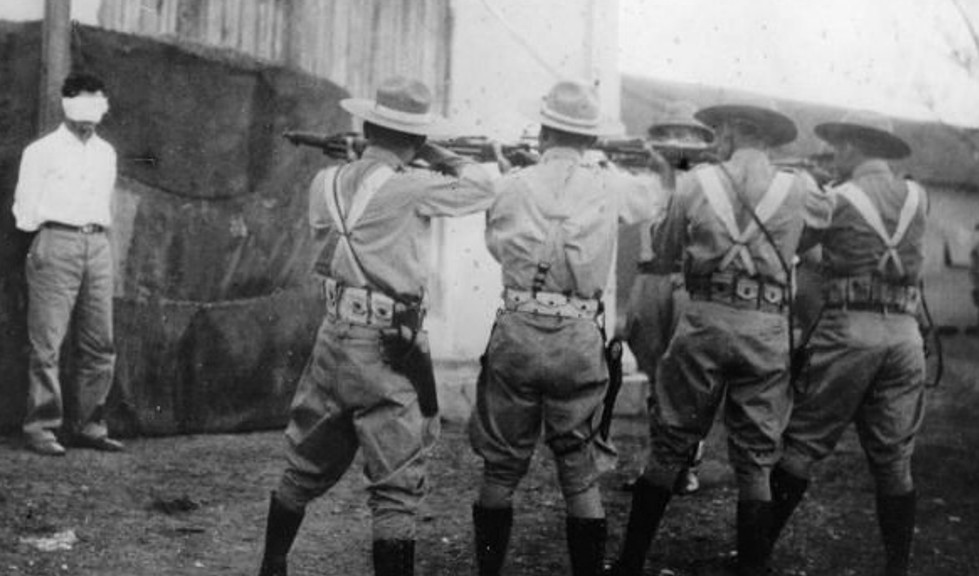
Soldados de Fulgencio Batista ejecutan a José Castillo Puentes, acusado de asesinar al teniente Juan Álvarez en 1935.

De 1934 a 1940 dirigió con mano dura la represión contra los movimientos comunistas y socialistas de las centrales azucareras. Conservó el control sobre varios presidentes provisionales entre 1934 y 1940 siendo jefe del ejército. La industria azucarera se vio duramente afectada a raíz del deterioro de las relaciones entre Cuba y Estados Unidos durante el año 1939, aunque el nuevo tratado firmado el 27 de diciembre de 1939 mejoró la situación, al restablecer el sistema de cuotas para esta industria. 
En 1940 fue elegido presidente de Cuba con una candidatura populista.  Dado que su madre le nombró Rubén y le puso su apellido, Zaldívar, tras la negación por parte de Belisario Batista de inscribirlo bajo su propio apellido, en las actas del juzgado de Banes continuó siendo legalmente Rubén Zaldívar hasta que en 1939, al ser nominado a la candidatura presidencial, se descubrió que la inscripción de nacimiento de Fulgencio Batista no existía. Conseguirla le costó postergar la presentación de su candidatura y quince mil pesos para pagar al juez. En 1940 se aprobó una nueva Constitución para el país, considerada progresista para la época.

## Presidencia constitucional (1940-1944)

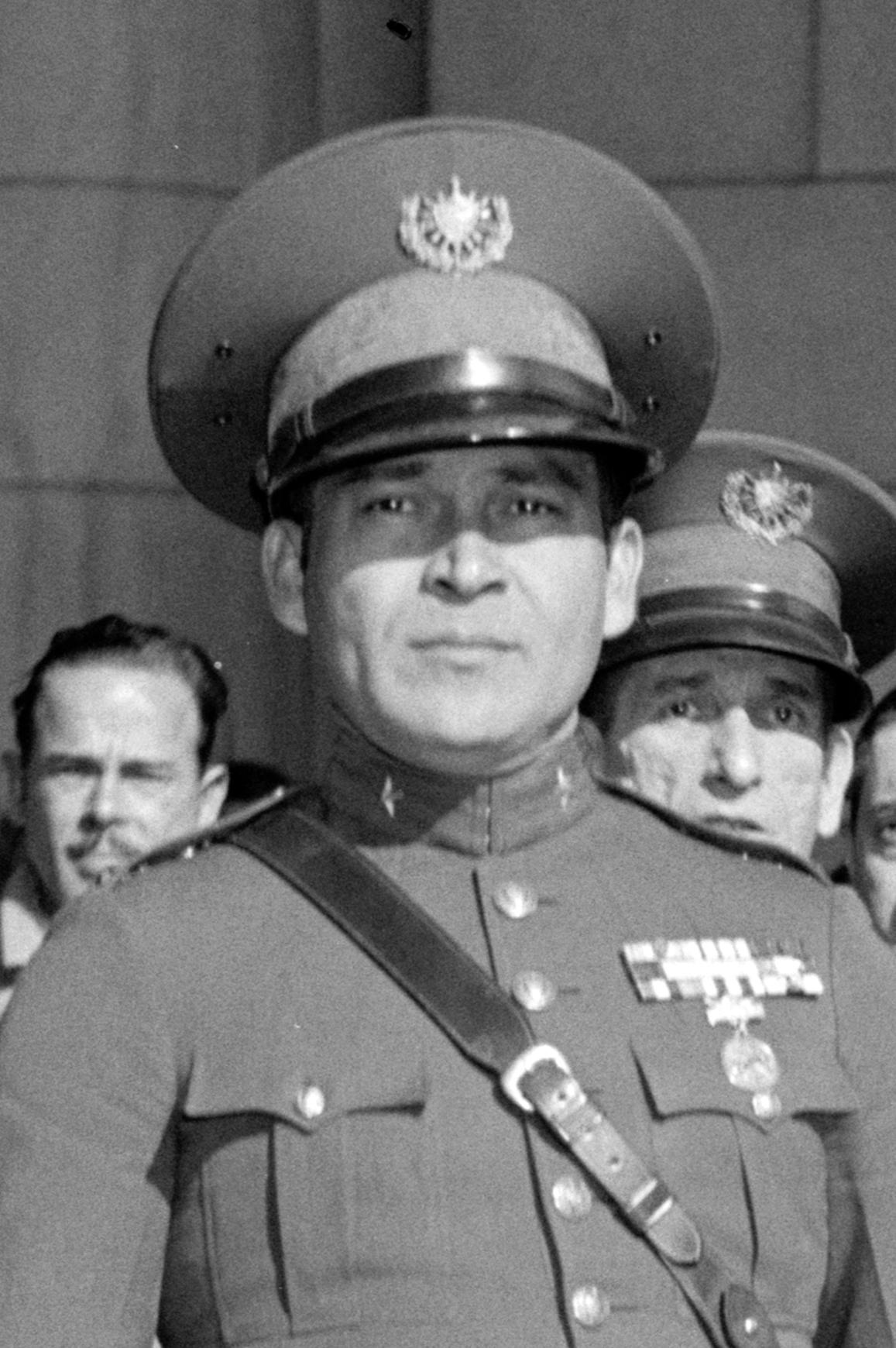
Fulgencio Batista en 1938.

En las elecciones generales de 1940, Batista se presentó como candidato de la Coalición Socialista Democrática (CSD) (partido comunista y otros partidos) y fue elegido presidente (1940-1944), inaugurando su mandato el 10 de octubre de 1940. En dicho gobierno llegarían a participar dos ministros sin cartera del Partido Socialista Popular (partido comunista). En noviembre de 1939 se creó una Convención Constituyente que redactó la Constitución cubana de 1940, en la cual participaron 76 miembros procedentes de 9 partidos políticos del país, tales como Carlos Prío Socarrás, Ramón Grau San Martín, Eduardo Chibás, o los comunistas Blas Roca Calderío y Juan Marinello Vidaurreta.
El 10 de octubre de 1940 entró en vigor la nueva Constitución, que introdujo en la práctica política cubana un semiparlamentarismo: el presidente era elegido por sufragio universal para un período de cuatro años; además, potenciaba la intervención del Gobierno en la economía e introducía una red de Seguridad Social. Durante su primer mandato, Batista cooperó en la Segunda Guerra Mundial con los aliados y declaró la guerra al Imperio japonés, Alemania e Italia en diciembre de 1941. En febrero de 1941 destituyó al coronel Eleuterio Pedraza, su compadre y jefe del Ejército cubano por intento de golpe de Estado; su condena fue su baja militar y emigrar a Estados Unidos. En 1942, Batista fue designado mayor general por una ley, y en 1943 Cuba estableció relaciones diplomáticas con la Unión Soviética (URSS). En junio de 1943, Batista fue operado con éxito de un cálculo biliar en un hospital de La Habana. En 1944 se convocaron nuevas elecciones y fue elegido presidente Ramón Grau San Martín.

## Tras la presidencia

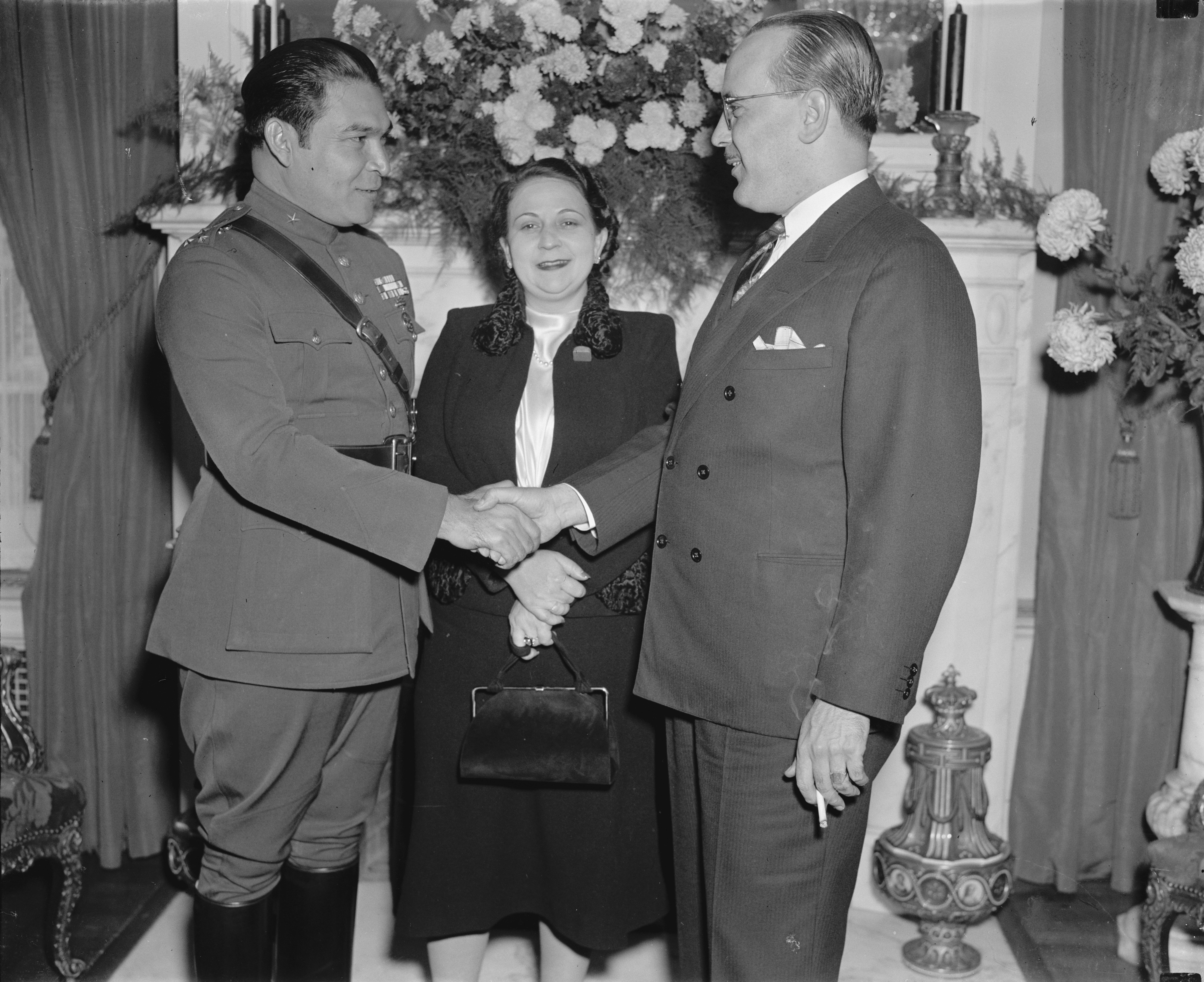
Batista (izquierda) con su primera esposa Elisa Godinez-Gómez durante una visita a Washington D. C. en 1938.

Batista culmina su periodo constitucional el 10 de octubre de 1944, ese mismo año el candidato de Batista, Carlos Saladrigas Zayas, fue derrotado en las elecciones presidenciales por Ramón Grau San Martín. Batista dedicó los últimos meses de su gobierno a perjudicar la siguiente administración de Grau, algo que notó el embajador estadounidense por ese entonces, Spruille Braden, que escribió que Batista estaba provocando problemas a Grau, sobre todo en lo referente a la economía del país. Batista aceptó la derrota de su candidato, y antes de terminar su mandato destituyó al general de brigada Manuel Benítez Valdés, jefe de la Policía cubana, que quería impedir la toma de posesión de Grau con un golpe de Estado. Benítez fue obligado por Batista a salir al exilio en Estados Unidos.
Después de la toma de posesión de Grau, Batista se fue a los Estados Unidos, afirmando que allí se sentiría más seguro. Se divorció de su esposa Elisa, y contrajo matrimonio con Marta Fernández en 1945, con quien tenía una relación extramarital. Durante los siguientes cuatro años, Batista alternó viviendo en Waldorf Astoria en Nueva York y una casa en Daytona Beach, Florida.
Continuó participando, desde la distancia, en la política cubana, y fue elegido por el Partido Liberal en la provincia Las Villas para el Senado de Cuba in absentia en 1948. Al regresar a su país ese año autorizado por el presidente Carlos Prío Socarrás (1948-1952) elegido en 1948, Batista fundó el Partido Acción Unitaria (PAU) en 1949, y decidió postularse para las elecciones presidenciales de 1952 (nunca realizadas). En 1954 ese partido cambió el nombre a Partido de Acción Progresista. Batista después de su primera presidencia nunca recuperó su antiguo apoyo popular, pero conservó el de los sindicatos hasta el final. En 1951, el senador Batista recibió la visita en su finca Kuquine en La Habana de su amigo Rafael Lincoln Díaz-Balart, y el cuñado de este, Fidel Castro. Los tres charlaron amigablemente por dos horas, y Castro elogió la biblioteca de la casa. Batista era amigo de la familia Díaz-Balart, y con motivo de la boda de Mirta Díaz-Balart y Castro en 1948, Batista le había regalado a la pareja unas lámparas y dinero, que algunas fuentes dicen fueron $1000.

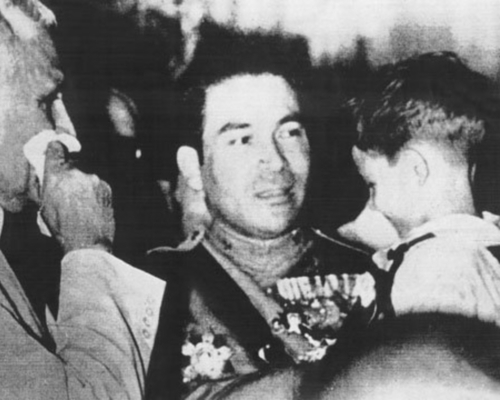
Histórica fotografía del año 1938 del joven Coronel y Jefe del Ejército Cubano Fulgencio Batista (1901-1973) cargando personalmente en sus propios brazos al niño Raúl Castro Ruz de solo apenas 7 años de edad durante una visita oficial a la "Escuelita Tecnológica de Ceiba del Agua" de La Habana, en compañía a su derecha del entonces Presidente de Cuba, Federico Laredo Brú (1875-1946). Paradójicamente, unos 20 años después, Raúl Castro junto a Camilo Cienfuegos (1932-1959), Che Guevara (1928-1967), Juan Almeida Bosque (1927-2009) y Fidel Castro (1926-2016) derrocarían dramática y violentamente del poder al propio Fulgencio Batista ya durante la Revolución Cubana de 1959.

## Dictadura (1952-1959)

### Golpe de Estado de 1952
El presidente Grau le negó el permiso a Batista para volver a Cuba durante su mandato (1944-1948). Durante el gobierno de Carlos Prío Socarrás Batista regresó a Cuba en 1948, con la autorización del presidente, para ocupar su puesto de senador. Ya en el país se postuló como candidato presidencial en las elecciones de 1952 por el Partido Acción Unitaria (PAU). No obstante, algunas de las encuestas lo situaban en tercer lugar, detrás de Roberto Agramonte del Partido Ortodoxo y Carlos Hevia del Partido Auténtico. Ante la perspectiva de una derrota segura, el 10 de marzo de 1952, a casi tres meses de las elecciones presidenciales, dio un golpe de Estado apoyado por parte del ejército nacional alegando una serie de razones (corrupción gubernamental, pandillerismo, violencia pública, etc.), valiéndose de su liderazgo dentro de las Fuerzas Armadas y estando respaldado por ciertos sectores políticos del país. Batista depuso a Carlos Prío Socarrás, canceló las elecciones del 1 de junio de 1952, y se impuso como «presidente provisional». El golpe de Estado fue casi pacífico (murieron 4 militares en el palacio presidencial), y fue aceptado pacíficamente por la población en 1952. Una semana después del golpe de Estado Batista contrajo varicela. En 1952, Batista rompió relaciones diplomáticas con la URSS en la era de la Guerra Fría, e ilegalizó al Partido Socialista Popular (comunista).
De vuelta en el poder, Fulgencio aumentó el salario de las Fuerzas Armadas y de la Policía (de 67 pesos a 100 pesos y de 91 pesos a 150 pesos, respectivamente), se otorgó un salario anual igual al del presidente de Estados Unidos (pasó de 26 400 dólares a 100 000 dólares, igual que el del presidente Harry S. Truman). Batista suspendió la Constitución de 1940 y promulgó los Estatutos Constitucionales (vigentes desde el 4 de abril de 1952 al 24 de febrero de 1955), suprimió las libertades políticas, suspendió el Congreso (sus miembros siguieron cobrando su sueldo hasta el final de sus mandatos), y entregó el poder legislativo a un Consejo Consultivo de 80 miembros designado por él, que sustituyó al Congreso disuelto el 10 de marzo, y que funcionó desde el 28 de abril de 1952 hasta el 28 de enero de 1955, nombró un Consejo de Ministros, suprimió el derecho de huelga, restableció la pena de muerte (prohibida por la Constitución de 1940) y suspendió las garantías constitucionales. En octubre de 1952 el Huracán Fox azotó Cuba con un saldo de 600 muertos y cuantiosos daños, principalmente en Matanzas y Las Villas.
Con el fin de legitimar su gobierno, Batista organizó unas  elecciones el 1 de noviembre de 1954, con él mismo como candidato de la Coalición Progresista Nacional integrada por el Partido de Acción Progresista (nuevo nombre del PAU), Partido de la Unión Radical, Partido Demócrata, y Partido Liberal. Batista en una maniobra de forma designó a Andrés Domingo Morales del Castillo, su secretario, como presidente interino de Cuba desde el 14 de agosto de 1954 al 24 de febrero de 1955, mientras él se dedicaba a su campaña electoral para presidente. 
La oposición se dividió, por su parte, en abstencionistas y electoralistas. Los abstencionistas estaban a favor de boicotear las elecciones, independientemente de las circunstancias en las que estas se llevaran a cabo, mientras que los electoralistas buscaban ciertos derechos y garantías para poder participar. Batista hizo uso del chantaje, la intimidación y el fraude para ganar las elecciones a cualquier costo, lo que provocó que prácticamente todos los partidos políticos del país retiraran sus candidaturas y se unieran al boicot abstencionista. El expresidente Ramón Grau San Martín realizó una breve campaña política, pero se retiró pocos días antes de las elecciones, denunciando fraude y advirtiendo de que sus partidarios habían sido presionados y aterrorizados. Batista fue elegido entonces con el 88,52 % de los votos emitidos, con una participación del 52,4 %. Él tomó posesión como Presidente de la República el 24 de febrero de 1955, y restableció la vigencia de la Constitución de 1940, y decretó una Amnistía en mayo de 1955.
Se alió con los ricos terratenientes de la isla que poseían las más grandes plantaciones de caña de azúcar y presidió una economía estancada que amplió la brecha entre cubanos ricos y pobres. El gobierno cada vez más corrupto y represivo de Batista comenzó a enriquecerse de manera sistemática explotando los intereses comerciales de Cuba y realizando lucrativos negocios con la mafia estadounidense, que controlaba los negocios de drogas, prostitución y juego de La Habana. En un intento por sofocar el creciente descontento de su pueblo, que se manifestó en numerosas ocasiones a través de huelgas y disturbios de estudiantes, Batista estrechó la censura sobre los medios de comunicación y recrudeció la represión de los comunistas (sus aliados en 1940) y opositores a través de violencia indiscriminada, torturas y ejecuciones extrajudiciales. La revista Bohemia publicó en 1959 una cifra exagerada de 20 000 muertos por la represión. Estudios posteriores han establecido la cifra de muertos entre 1.583 (Archivo Cuba) y 1.816, acusando de manipulada la cifra de 20 000 personas.
Durante la década de 1950, el régimen de Batista recibió soporte financiero, logístico y militar de Estados Unidos, bajo los gobiernos de Harry S. Truman y de Dwight Eisenhower. En marzo de 1958 Estados Unidos dejó de venderle armas a Cuba debido a la fuerte represión de Batista contra los revolucionarios. Batista convocó a elecciones generales el 3 de noviembre de 1958, en las cuales salió presidente el candidato del gobierno Andrés Rivero Agüero. Las elecciones fueron fraudulentas, lo que fue confirmado por el general Francisco Tabernilla Palmero, secretario de Batista, en un libro suyo publicado en su exilio en Estados Unidos en 2009.
Durante dos años, desde 1956 a 1958, el Movimiento 26 de Julio de ideología nacionalista, encabezado por Fidel Castro, lideró la resistencia contra la represión de Batista a través de una guerra de guerrillas urbanas y rurales que culminó en la derrota definitiva del régimen dictatorial a manos de los rebeldes dirigidos por el argentino Ernesto ''Che'' Guevara en la batalla de Santa Clara. Batista después de eso decidió huir del país el 1 de enero de 1959.

### Política económica

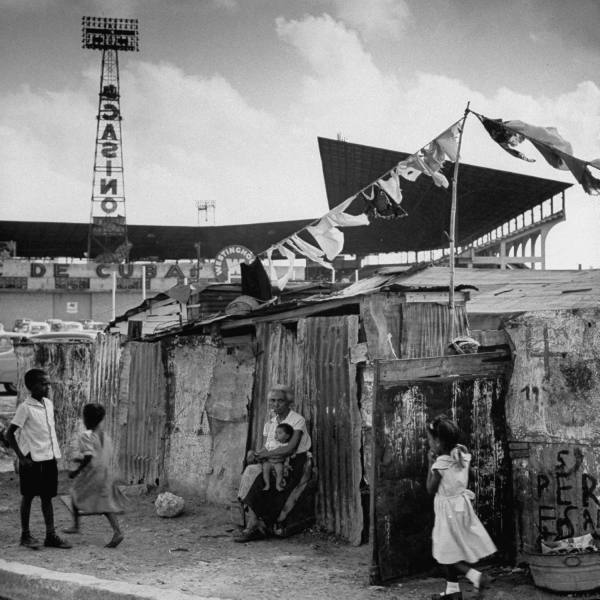
Barrio marginal de La Habana en 1954, junto al estadio de béisbol y a un cartel de un casino de juego.

Al tomar el poder en 1952, Batista había heredado un país relativamente próspero para América Latina. Aunque un tercio de la población vivía bajo el umbral de la pobreza, Cuba era uno de los países más desarrollados de la región. En la década de 1950, el PIB de Cuba per cápita era aproximadamente igual al de Italia (según las cifras del gobierno de Batista), aunque seguía siendo un sexto que el de los Estados Unidos. Sin embargo, según un estudio que realizó el Consejo Nacional de Economía de Estados Unidos entre mayo de 1956 y junio de 1957,  en las zonas rurales cerca del 60 % de los campesinos vivía en barracones con techo de guano y piso de tierra desprovistos de sanitarios o de agua corriente. Cerca del 90 % no tenían electricidad. Cerca del 85 % de esos barracones tenían una o dos piezas para toda la familia. Sólo el 11 % de los campesinos consumía leche, el 4 % carne y el 2 % huevos. El 43 % eran analfabetos, sin embargo, el índice de analfabetismo del país era 24% en 1958, uno de los más bajos de Latinoamérica.
Por otra parte, el gobierno de Batista respetó los derechos de la industria estadounidense y el comercio cubano, los salarios de los trabajadores industriales cubanos aumentaron significativamente. De acuerdo con la Organización Internacional del Trabajo, en 1958 Cuba tenía el octavo salario industrial más alto. Sin embargo, la corrupción era gigantesca, y a pesar de una serie de indicadores positivos, en 1953, durante los primeros meses de la dictadura, la familia cubana promedio solo tenía un ingreso de 6,00 USD a la semana, del 15 % al 20 % de la población activa eran desocupados crónicos, y solo un tercio de los hogares contaba con agua corriente.
Arthur Meier Schlesinger, asesor personal del presidente Kennedy, recordó una estancia en la capital cubana y testimonió: 
«Me encantaba La Habana y me horrorizó la manera en que esta adorable ciudad se había transformado desgraciadamente en un gran casino y prostíbulo para los hombres de negocios estadounidenses […]. Mis compatriotas caminaban por las calles, se iban con muchachas cubanas de catorce años y tiraban monedas sólo por el placer de ver a los hombres revolcarse en el alcantarillado y recogerlas. Uno se preguntaba cómo los cubanos – viendo esta realidad – podían considerar a Estados Unidos de otro modo que con odio».

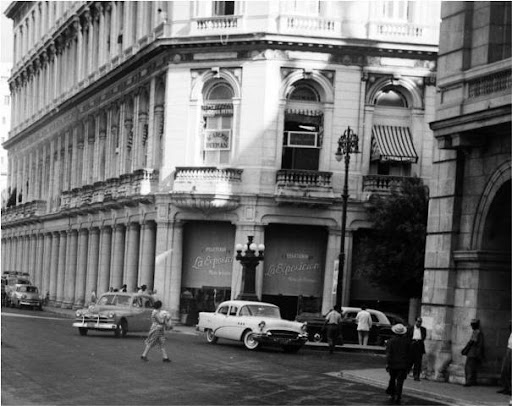
Esquina de la Manzana de Gómez de La Habana en 1955.

Batista durante su gobierno hizo muchas obras públicas, principalmente en La Habana, como el Túnel de La Habana, Plaza Cívica, Coliseo de la Ciudad Deportiva, ampliación de la Vía Blanca, terminación del Malecón habanero, Edificio Focsa, Hotel Habana Hilton, Hotel Habana Riviera, Hotel Capri, Hospital Nacional (en Altahabana), Puente de Bacunayagua, terminación del Sanatorio Antituberculoso de Topes de Collantes, ampliación del centro turístico de Varadero, y otras. Fundó el Banco Cubano del Comercio Exterior en 1954.

### Relación con el crimen organizado

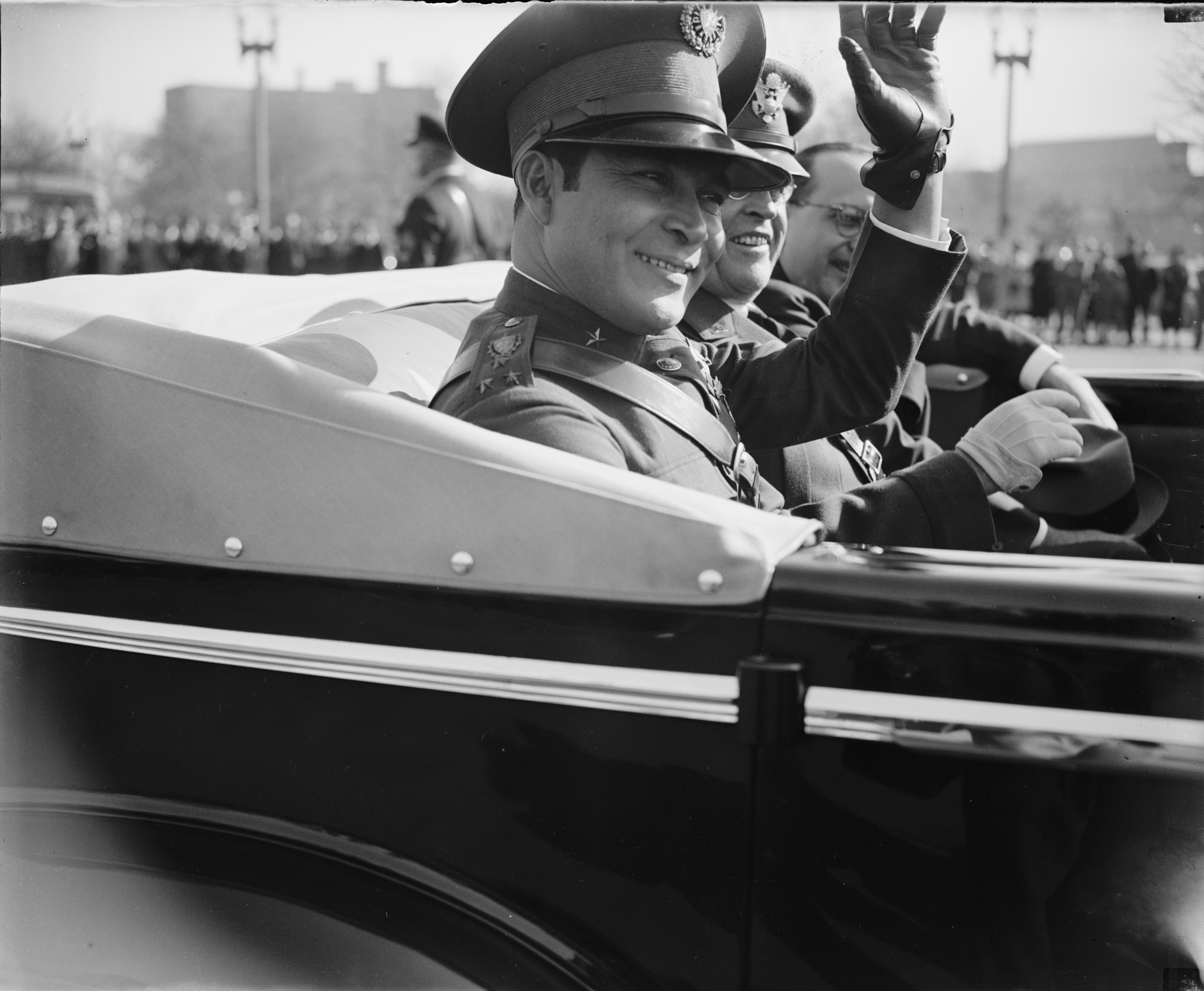
Batista con el jefe de Estado Mayor del Ejército de los Estados Unidos Malin Craig durante el vigésimo desfile del Día del Armisticio en 1938.

Durante la década de los cincuenta, La Habana estaba llena de casinos, prostitución, tráfico de drogas al servicio de organizaciones criminales estadounidenses, policías corruptos y políticos elegidos de manera fraudulenta. En un intento de sacar provecho de este entorno, Batista estableció relaciones duraderas con el crimen organizado, en especial con mafiosos estadounidenses como Meyer Lansky y Lucky Luciano, y bajo su gobierno La Habana llegó a ser conocida como «Las Vegas latina». Batista y Lansky tuvieron una relación de negocios que duró toda una década, recibiendo Batista diversos sobornos a cambio de que Lansky tuviera el control de casinos e hipódromos en Cuba.
Después de la Segunda Guerra Mundial, Lucky Luciano fue puesto en libertad con la condición de volver permanentemente a Sicilia. Luciano secretamente se trasladó a Cuba, donde trabajó para retomar el control de la mafia estadounidense. Luciano tuvo también en su poder varios casinos de La Habana con el beneplácito de Batista, aunque el gobierno estadounidense finalmente tuvo éxito en conseguir que lo deportaran.
Batista alentó el juego de azar a gran escala en La Habana. En 1955, se anunció que Cuba concedería una licencia de juego a cualquiera que invirtiera un millón de dólares estadounidenses en un hotel y doscientos mil en una nueva discoteca, y que el gobierno proporcionaría fondos públicos para la construcción de los casinos, una exención fiscal de diez años, y que no se aplicaran los derechos sobre los equipos importados y muebles de los nuevos hoteles. Cada casino pagaría al gobierno 250 000 USD por la licencia más un porcentaje de las ganancias. El gobierno, de todas formas, omitió los controles, lo que abrió las puertas a inversores con fondos obtenidos ilegalmente. Por su parte, Meyer Lansky se convirtió en una figura prominente en las operaciones del juego en Cuba, y ejerció influencia sobre las políticas de Batista con respecto a los casinos. También convirtió a Cuba en un puerto internacional para el tráfico de drogas.

### Relaciones con los Estados Unidos

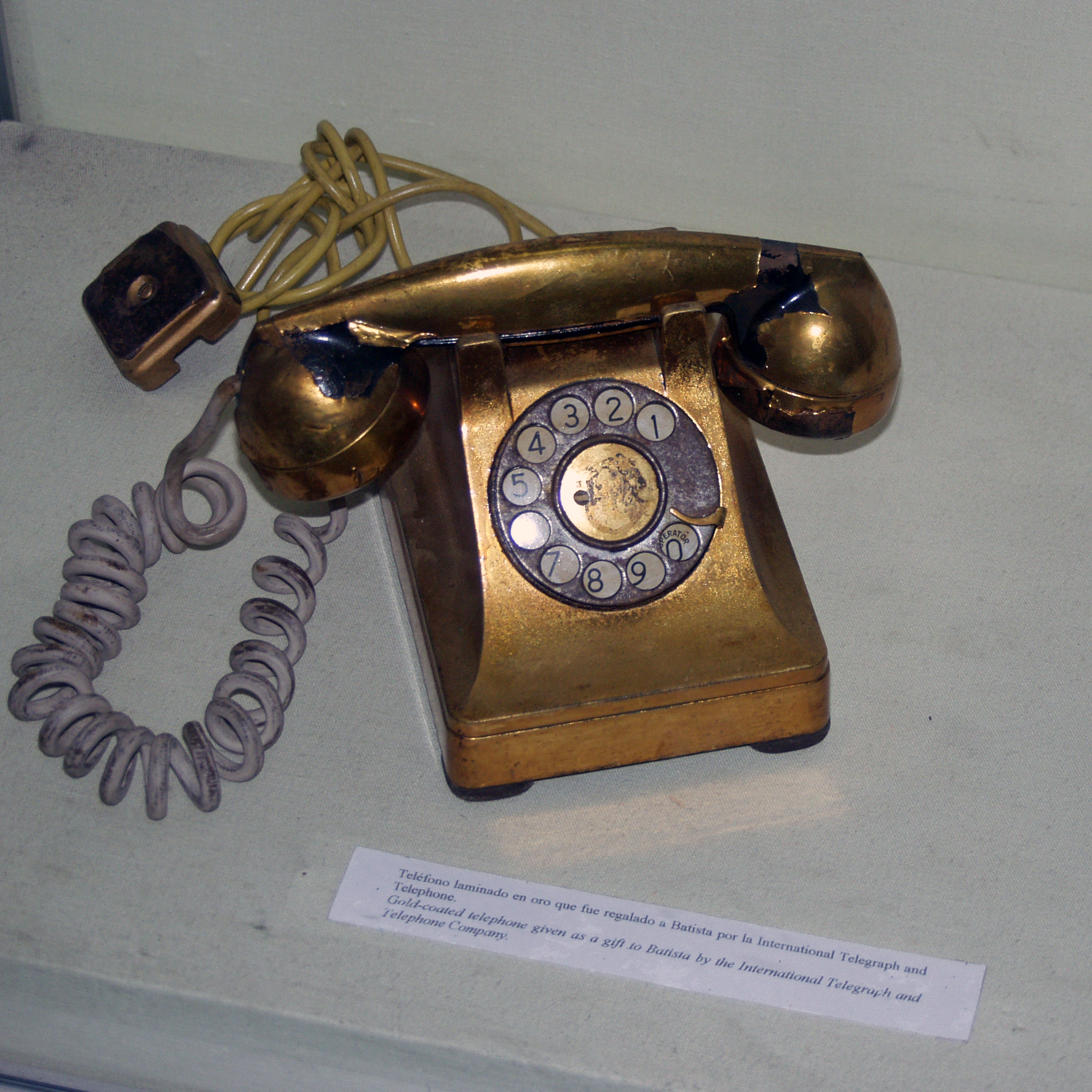
El teléfono chapado en oro que ITT Corporation regaló a Batista ahora reside en el Museo de la Revolución, en La Habana, como símbolo de la corrupción durante el régimen dictatorial.

El gobierno de los Estados Unidos utilizó su influencia para promover los intereses y aumentar las ganancias de empresas privadas estadounidenses que dominaron la economía de la isla. Como símbolo de la relación de negocios entre Batista y las empresas estadounidenses, la compañía telefónica multinacional ITT Corporation regaló al dictador un teléfono chapado en oro, como una expresión de agradecimiento por un aumento excesivo que Batista concedió a la tarifa telefónica a instancias del gobierno estadounidense.
Earl E. T. Smith, exembajador de los Estados Unidos en Cuba, declaró ante el Senado de los Estados Unidos en 1960 que, hasta la llegada de Castro, el poder estadounidense sobre Cuba era tan grande que el embajador era el segundo hombre más importante después del presidente, e incluso más que él. Además, casi toda la ayuda que Estados Unidos proporcionaba al país caribeño eran armas que simplemente reforzaron la dictadura y no contribuyeron a avanzar en el bienestar económico del pueblo cubano. Este tipo de acciones más adelante habilitó a Castro y los comunistas para reforzar la creciente creencia de que Estados Unidos era indiferente a las aspiraciones cubanas de una vida digna. Tal cooperación con el gobierno de Batista se debió, principalmente, a la fuerte oposición del dictador al comunismo, durante el período de máxima tensión de la Guerra Fría (1947-1991) entre Estados Unidos y la URSS.

## Revolución cubana

### Antecedentes
El 5 de abril de 1953 fueron apresados los miembros de la Conspiración del Domingo de Resurrección dirigida por Rafael García Bárcena, que iban a dar un golpe de Estado ese día. García Bárcena fue condenado a 2 años de cárcel, y estuvo preso en el Presidio Modelo hasta 1954, en que fue indultado por Batista. El 26 de julio de 1953, un grupo de 160 revolucionarios (16 desertaron) asaltó el Cuartel Moncada, en Santiago de Cuba, y el cuartel de Bayamo. Las fuerzas gubernamentales tuvieron bajas, pero derrotaron fácilmente a los asaltantes, mataron 61 rebeldes, incluidos decenas de prisioneros, encarcelaron a 32, y muchos otros participantes huyeron del país. El líder del ataque, Fidel Castro, era un joven abogado que hubiera sido candidato a representante por el Partido Ortodoxo en las elecciones del 1 de junio de 1952 de no haber sido estas canceladas por el golpe de Estado. A raíz del asalto al cuartel Moncada, Batista suspendió las garantías constitucionales y desde entonces hasta el final de su gobierno la policía se encargó de mantener a la población asustada y reprimida.

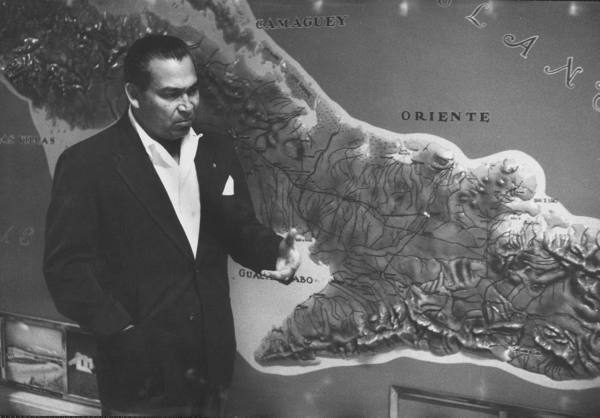
Batista en 1957 ante un mapa de Sierra Maestra, donde se encontraba la guerrilla de Fidel Castro.

A finales de 1955, las revueltas estudiantiles y manifestaciones anti-Batista se habían vuelto frecuentes, y el desempleo se convirtió en un auténtico problema, ya que los recién graduados en edad de trabajar no podían conseguir un empleo estable. Todos estos problemas fueron tratados mediante el aumento de la represión, donde prácticamente todos los jóvenes fueron vistos como sospechosos revolucionarios. Debido a su constante oposición al dictador y la gran actividad revolucionaria que tenía lugar en el campus, la Universidad de La Habana fue cerrada temporalmente el 26 de noviembre de 1956, y no volvería a reabrirse hasta el 11 de mayo de 1959, en el gobierno de Fidel Castro. El 13 de marzo de 1957, el líder estudiantil José Antonio Echeverría cayó en combate con la policía a un costado a la Universidad de La Habana, después de anunciar por una emisora radial que Batista había muerto en un ataque al Palacio Presidencial ese día. En realidad, Batista había salido ileso durante el ataque, y la mayoría de los miembros del Partido Auténtico y estudiantes de la Federación Estudiantil Universitaria (FEU) que participaron en el ataque, fueron matados por los militares y la policía. Castro condenó el hecho ya que el Movimiento 26 de julio (M-26-7) no había participado en el, y era contrario a su estrategia de tomar el poder. Después de ese ataque, se produjo una manifestación de apoyo a Batista frente al Palacio Presidencial el 7 de abril de 1957.

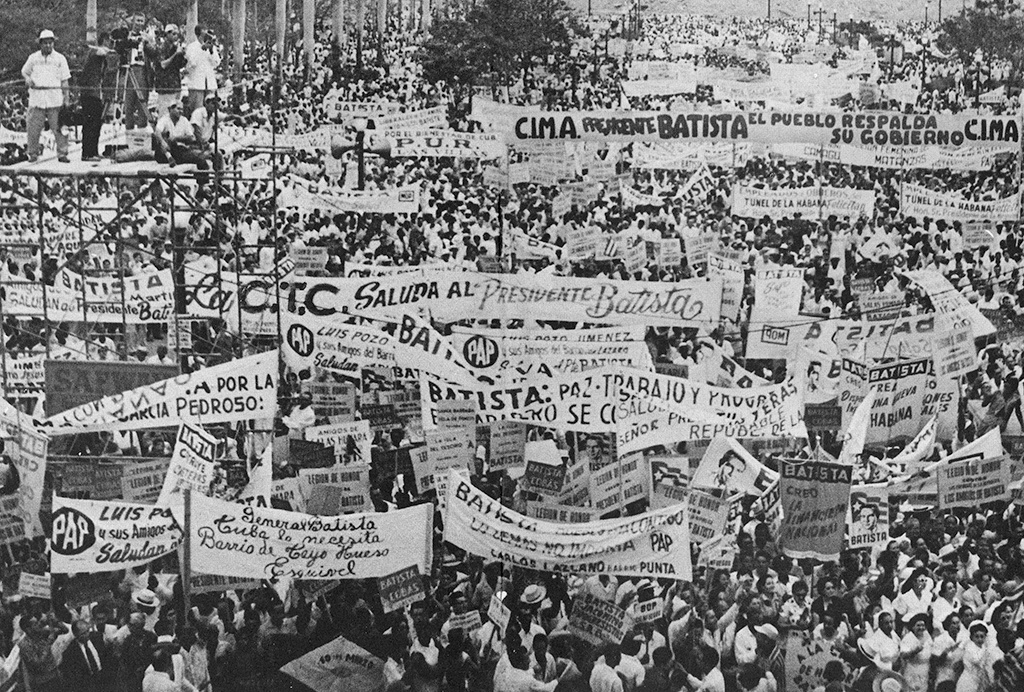
Manifestación de simpatizantes de Batista, por ataque al palacio presidencial, La Habana, 7 de abril de 1957.

En 1956, Batista hizo volver de Estados Unidos al coronel Ramón Barquín, agregado militar cubano en ese país, para llevar a cabo una evaluación de las capacidades militares de la República Dominicana para atacar a Cuba, porque había rivalidad entre Batista y el dictador dominicano Trujillo. Sin embargo, Barquín ya estaba organizando un movimiento dentro del ejército para derrocar a Batista, llamado Conspiración de los Puros. El 4 de abril de 1956 era la fecha para el intento de golpe de Estado liderado por Barquín, que no ocurrió por la traición del comandante Ríos Morejón, complotado que delató el plan con Batista. Una parte de los conspiradores fueron apresados por fuerzas del gobierno el 2 y 3 de abril. Barquín fue condenado a 8 años de cárcel en el Presidio Modelo de la Isla de Pinos. Otros militares que participaron en el golpe recibieron condenas menores o fueron retirados del ejército, y muchos permanecieron anónimos y continuaron su carrera en el ejército.
La purga del Ejército cubano posterior a la intentona golpista debilitó considerablemente a las Fuerzas Armadas en lo que respecta a luchar contra las guerrillas de Castro. La policía de Batista respondió al creciente malestar popular y actos violentos contra el gobierno en las ciudades torturando y matando a los sospechosos. Sin embargo, no fueron capaces de combatir con éxito a la guerrilla iniciada el 2 de diciembre de 1956 por Fidel Castro en la Sierra Maestra y a la guerrilla del Directorio Revolucionario 13 de Marzo (DR-13-M) en el Escambray. Otra probable explicación por la cual Batista no intentó de manera directa acabar con la rebelión de Castro, dada por Carlos Alberto Montaner, era que utilizando la imagen de los guerrilleros podía fácilmente robar parte de los gastos utilizados por el Estado para financiar la defensa del país. El gobierno dictatorial se hacía cada vez más impopular entre la oprimida población, y la Unión Soviética comenzó a apoyar en secreto la guerrilla de Castro (disputado). Algunos de los generales batistianos exiliados en Estados Unidos desde el 1 de enero de 1959 criticaron a Batista, pues su excesiva interferencia en la planificación militar debilitó y obstaculizó al ejército en la lucha contra las guerrillas.
El 29 de abril de 1956 se produjo el asalto al Cuartel Domingo Goicuría. En octubre de 1956 se produjo el asesinato del teniente coronel Antonio Blanco Rico, jefe del Servicio de Inteligencia Militar (SIM) por un comando del Directorio Revolucionario en el cabaret Montmartre en La Habana y la Masacre en la embajada de Haití en Cuba. El 30 de noviembre de 1956 ocurrió el levantamiento en Santiago de Cuba dirigida por Frank País, del M-26-7, para apoyar el desembarco del yate Granma con Fidel Castro y 81 rebeldes, peros estos llegaron retrasados el 2 de diciembre a playa Las Coloradas, Oriente. El 5 de septiembre de 1957 ocurrió un levantamiento popular en la ciudad de Cienfuegos coordinado por Julio Camacho Aguilera del M-26-7 y por el exalférez Dionisio San Román, que incluyó una insurrección militar en la base naval de Cayo Loco, Cienfuegos, dirigida por San Román que fue apresado y enviado a La Habana, donde fue asesinado y desaparecido el 12 de septiembre, por orden de los jefes de la Marina de Guerra. En 1957 ocurrió la fallida expedición del yate Corynthia. En noviembre de 1957 y febrero de 1958 fueron creados dos frentes guerrilleros del DR-13-M en el Escambray. El 3 de noviembre de 1958 se realizaron elecciones generales. Las elecciones estaban previstas para junio, como lo exigía la Constitución de 1940 en vigor, pero se retrasaron por las actividades de la guerrilla. Las elecciones fueron fraudulentas, porque el gobierno manipuló la elección para que su candidato ganara. Resultó ganador Andrés Rivero Agüero, candidato afín a Batista, que debía asumir la presidencia de Cuba el 24 de febrero de 1959, pero nunca lo hizo por el triunfo de la Revolución cubana.

### Caída del poder
Teniendo en cuenta las pérdidas de vidas, los daños materiales a la propiedad y el perjuicio evidente que se viene haciendo a la economía de la República y rogando a Dios que ilumine a los cubanos para poder vivir en paz, resigno mis poderes de Presidente de la República entregándolo a su sustituto constitucional. Ruego al pueblo que se mantenga dentro del orden y evite que lo lancen a ser víctima de pasiones que podrían ser desgraciadas a la familia cubana.
Discurso final de Fulgencio Batista Zaldívar, Presidente de la República. La Habana, 1 de enero de 1959.

Para fines de diciembre de 1958 la debacle de la dictadura de Batista parecía inevitable, el ejército estaba desmoralizado y se negaba a combatir, y algunos jefes militares con sus soldados se pasaron al bando rebelde. Altos jefes militares traicionaron a Batista. El gobierno estadounidense había apoyado al dictador, pero en marzo de 1958 anunció que dejaría de vender armas al gobierno cubano, y el 17 de diciembre de ese año el embajador estadounidense Earl E. T. Smith le comunicó a Batista en su finca Kuquine, en La Habana, que Estados Unidos no apoyaba más a su gobierno, ni iba a reconocer el futuro gobierno de Andrés Rivero Agüero. Ese embargo de armas marcó el destino del frágil gobierno dictatorial, unido a que el gobierno americano le comunicó a Batista que ya no lo apoyaba. Para diciembre, los únicos que apoyaban al dictador eran los propietarios de tierras y empresarios cubanos que se habían beneficiado económicamente de su dictadura, y una parte del ejército.
El 27 de noviembre de 1958 se descubrió una conspiración contra Batista de miembros del ejército llamada Conspiración de los Borrachos. El gobierno le llamó así porque algunos conspiradores se reunían en el bar del cabaret Tropicana, en La Habana. La conspiración incluía a algunos altos oficiales, siendo el más notable el mayor general Martín Díaz Tamayo, que fue detenido y retirado del ejército, pero no encarcelado. Otra conspiración en diciembre de 1958 incluyó al general en jefe Francisco Tabernilla Dolz, jefe de las Fuerzas Armadas, su hijo el general Francisco Tabernilla Palmero, secretario de Batista, y al embajador estadounidense, para destituir a Batista y formar una junta militar, pero el plan no se llevó a cabo. Batista conoció de ese plan, pero no tomó medidas contra los Tabernilla. Batista ordenó el arresto por traición del general de brigada Alberto del Río Chaviano a finales de diciembre de 1958, por abandonar su puesto como jefe del ejército en Las Villas, pero este escapó a República Dominicana. A finales de diciembre de 1958 el general en jefe Francisco Tabernilla Dolz ordenó al mayor general Eulogio Cantillo iniciar conversaciones secretas con Fidel Castro, sin permiso de Batista, las cuales tuvieron lugar. Batista conoció este hecho pero no tomó represalias. El 28 de diciembre de 1958 las milicias comandadas por el «Che» Guevara iniciaron el decisivo ataque contra la ciudad de Santa Clara, llave del centro de la isla y último reducto militar antes de La Habana. El 31 de diciembre, cuando las tropas rebeldes tomaron el tren blindado que el gobierno había enviado para fortalecer la defensa de la ciudad de Santa Clara, Las Villas, Batista decidió huir hacia Santo Domingo en un avión en la madrugada del 1 de enero de 1959, quedando el país virtualmente acéfalo y a cargo del mayor general Eulogio Cantillo, designado jefe de las fuerzas armadas cubanas por Batista antes de huir. Cantillo hizo gestiones el 1 de enero para que ocupara la presidencia de Cuba, según establecía la Constitución, Carlos M. Piedra, juez de mayor edad del Tribunal Supremo cubano, pues no había vicepresidente y el presidente del Senado, Anselmo Alliegro y Milá no aceptó el cargo. Piedra aceptó la presidencia ese día, pero horas después renunció por falta de apoyo.
Ese día las tropas del Segundo Frente Nacional del Escambray comandadas por Eloy Gutiérrez Menoyo entraron a La Habana. Al día siguiente llegaron las tropas del «Movimiento 26 de Julio» comandadas por Camilo Cienfuegos y el «Che» Guevara, tomando sin resistencia el regimiento de Campamento de Columbia y la Fortaleza de San Carlos de la Cabaña, respectivamente. Al entrar al Campamento militar de Columbia, en La Habana, Cienfuegos tomó el mando desde el coronel Ramón Barquín, que había llegado a Columbia procedente del Presidio Modelo donde estaba preso, y había tomado el mando que tenía Cantillo; Cienfuegos apresó al general Cantillo. Poco después, las tropas del Directorio Revolucionario al mando de Faure Chomón ocuparon el Palacio Presidencial, lo cual originó una crisis entre las fuerzas revolucionarias. Simultáneamente, el mismo 1 de enero, Fidel Castro llegó a Santiago de Cuba, declarándola capital provisional de Cuba y proclamando al magistrado Manuel Urrutia Lleó como presidente de la nación. El gobierno estadounidense reconoció al gobierno revolucionario como legítimo, poniendo fin, tanto de jure como de facto a la dictadura de Batista.

## Exilio y fallecimiento

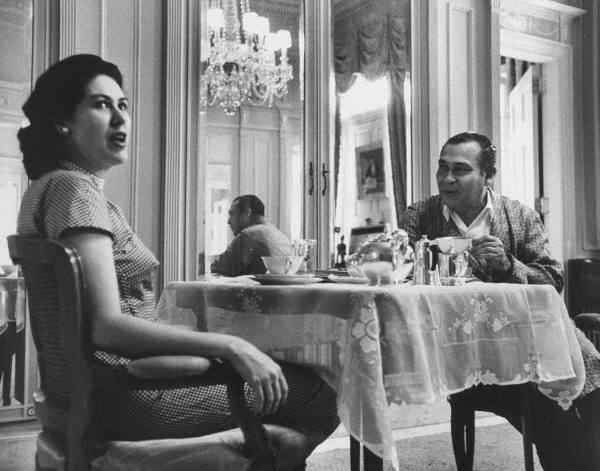
Batista desayunando en el Palacio Presidencial de La Habana con su esposa Marta Fernández Miranda, ocho meses antes de huir de Cuba.

Considerando que la guerra estaba perdida, Batista envió a dos hijos pequeños hacia Nueva York acompañados por sus padrinos el 29 de diciembre de 1958. Él y algunos altos oficiales de su confianza prepararon en secreto la huida de Cuba para la madrugada del 1 de enero de 1959. Él aprobó el 22 de diciembre una lista con las personas que lo acompañarían en su viaje, que incluyó entre otros a su esposa Marta, su exesposa Elisa, 7 hijos, los Tabernilla (4 altos oficiales militares y familia), Andrés Rivero Agüero, y Gastón Godoy, presidente y vicepresidente electos en 1958 respectivamente, Andrés Domingo Morales, ministros, altos oficiales del Ejército, Marina de Guerra, y Policía, algunos políticos, y familiares. Se hizo una celebración modesta por el Año Nuevo el 31 de diciembre de 1958 en el Campamento Militar de Columbia en La Habana, donde fueron invitadas las personas de la lista (Batista y su familia, altos funcionarios y militares con familiares). Batista allí firmó una carta de renuncia con fecha 1 de enero de 1959, y sorprendió a casi todos los presentes con la información de la fuga. Batista, jefes militares y policiales principales, ministros, políticos amigos, con algunos familiares, partieron sin equipaje en 8 aviones ya preparados en la madrugada del 1 de enero desde el aeropuerto del Campamento de Columbia: cinco fueron a Santo Domingo, República Dominicana y tres a Estados Unidos. El avión presidencial Guáimaro voló con 53 personas, incluyendo a Fulgencio Rubén Batista Godínez (hijo mayor de Batista), el clan Tabernilla (general en jefe Francisco Tabernilla Dolz, y sus hijos: general de brigada Francisco Tabernilla Palmero, brigadier Carlos Tabernilla, y coronel Marcelo Tabernilla), brigadier Pilar García (jefe de la Policía cubana), su hijo el teniente coronel Irenaldo García, mayor general Luis Robaina (inspector general del Ejército) y otros, con algunos familiares, a Jacksonville, otro avión en que iba Francisco “Panchín” Batista con otros 47 pasajeros fue a West Palm Beach, y otro avión transportando ministros y familiares fue a Nueva Orleans, Estados Unidos. Batista, su esposa Marta, su hijo Jorge, general de brigada Roberto Fernández Miranda (cuñado), Andrés Domingo, Andrés Rivero, Gastón Godoy, primer ministro Gonzalo Güell, almirante José Rodríguez Calderón (jefe de la Marina de Guerra; asesinado en 1987 en Miami por un familiar), coronel Orlando Piedra (jefe del Buró de Investigaciones de la Policía), teniente coronel de la policía Esteban Ventura, y otros funcionarios y familiares viajaron en un avión DC-4 de Aerovías Q que partió a las 3:40 a. m. hacia Santo Domingo, y después le siguieron 2 aviones C-46 y 2 C-47; 129 personas llegaron a Santo Domingo. El gobierno de EE. UU. le había prohibido a Batista la entrada al país en represalia por este haberse negado a renunciar a la presidencia a principios de diciembre de 1958; entonces le ofreció que fuera a vivir a su casa de Daytona Beach, Florida. Otros funcionarios del gobierno salieron de Cuba en otros aviones el 1 de enero hacia Estados Unidos. Se desconoce la fortuna que el expresidente sacó de Cuba, pero se especula que fueron entre 100-300 millones de dólares. Batista decidió por eso viajar a República Dominicana, a donde llegó el 1 de enero de 1959 a las 8:15 a. m., y fue bien recibido por el gobierno dominicano, a pesar de viejas rencillas entre Batista y el dictador dominicano Trujillo. Después de estar unos 9 meses en Santo Domingo  con su séquito, incluidos 2 días preso debido a la ira de Trujillo, tuvo que pagarle a este 1-3 millones de dólares por su estancia y unas armas vendidas a su gobierno y no pagadas, para que Trujillo lo dejara salir del país. Trujillo se molestó con Batista porque este no aceptó su oferta de regresar a Cuba con miles de soldados dominicanos para derrocar al gobierno de Fidel Castro. Trujillo autorizó a Batista a salir de República Dominicana por gestiones del gobierno estadounidense, que logró que el dictador portugués António de Oliveira Salazar le otorgara asilo a Batista en la Isla de Madeira. Batista viajó a Lisboa, Portugal, donde estuvo unos días, y luego vivió 6 meses en el hotel Reid’s Palace (actual Belmond Reid’s Palace) en Funchal, Madeira, Portugal, y después se mudó a Estoril, cerca de Lisboa con autorización de Salazar. En 1963 el dictador español Francisco Franco lo autorizó a residir en España, aun cuando Batista se había referido a Franco como «fascista» en diciembre de 1942. Batista tenía un apartamento en Madrid y una casa en Guadalmina, Marbella, España, donde pasaba el verano. Estando con su familia en Guadalmina murió en 1973. Está enterrado en el cementerio de San Isidro, en Madrid, junto a su segunda esposa, Marta Fernández Miranda de Batista y uno de sus cinco hijos, Carlos Manuel, muerto de leucemia en 1969. Durante su exilio escribió varios libros sobre su gobierno y Cuba.

## Retrato en el cine
- En la película La ciudad perdida (The Lost City) (2005) dirigida y protagonizada por Andy García, el actor Juan Fernández Mejías encarna al dictador.
- En la película El padrino II (The Godfather Part II, 1974, dirigida por Francis Ford Coppola y escrita por este último y por Mario Puzo), se hace énfasis en la situación política de Cuba durante la dictadura de Batista y la relación de este con la mafia, deseando establecer sus operaciones en la isla. Una de las escenas es la despedida de Batista en la fiesta de Año Nuevo de 1959.
- En la película Habana de 1990, dirigida por Sydney Pollack, un romance entre un estadounidense (Robert Redford) y una mujer cubana (Lena Olin) está ambientado en la época de Batista. En todo momento está presente la situación social que vivía Cuba en esos momentos, y describe la semana previa y la Nochevieja de 1959 en la que se exilió y cómo la revolución castrista va tomando posesión del gobierno.

| Predecesor: Federico Laredo Brú  | Presidente de la República de Cuba 1940 – 1944 | Sucesor: Ramón Grau San Martín                |
| Predecesor: Óscar Gans           | Primer ministro de Cuba 1952                   | Sucesor: Vacante (1952-1954) (Andrés Domingo) |
| Predecesor: Carlos Prío Socarrás | Presidente de la República de Cuba 1955 - 1959 | Sucesor: Anselmo Alliegro                     |